# Helter Skelter (película de 2004)
Helter Skelter es una película estadounidense de 2004, dirigida por John Gray y cn actuación de Jeremy Davies y Clea DuVall. La historia de la película se enfoca en la relación de Linda Kasabian con la familia Manson.

## Sinopsis
Charles Manson ha reunido a un grupo de seguidores que lo ven como una figura divina. El 9 de agosto de 1969 Manson le ordena a los miembros de su clan el asesinato de varias figuras del cine. Linda Kasabian, aunque relacionada con el grupo, no fue acusada de los asesinatos cometidos por "la familia".

## Reparto
- Jeremy Davies es Charles Manson.
- Clea DuVall es Linda Kasabian.
- Marguerite Moreau es Susan Atkins.
- Allison Smith es Patricia Krenwinkel.
- Frank Zieger es Steve Dennis Grogan.
- Eric Dane es Tex Watson.
- Bruno Kirby es Vincent Bugliosi.
- Mary Lynn Rajskub es Lynette Fromme.
- Catherine Wadkins es Leslie Van Houten.
- Michael Weston es Bobby Beausoleil.